# جوناثان باتون
جوناثان باتون (بالإنجليزية: Jonathan Paton)‏ هو سياسي أمريكي، ولد في 10 يونيو 1971 في توسان في الولايات المتحدة. حزبياً، نشط في الحزب الجمهوري. وقد انتخب عضو مجلس نواب أريزونا.